# Philipp Jakob Husmann von Namedy
Philipp Jakob Husmann von Namedy (* im 16. Jahrhundert; † 1611) war Domherr in Trier und Münster.

## Leben
Philipp Jakob Husmann von Namedy entstammte einem kurtrierischen Geschlecht, das seinen Namen nach der Burg Namedy bei Andernach trug. Er war der Sohn des Anton Husmann und dessen Gemahlin Margarethe von Eltz und wurde im Jahre 1558 Domizellar in Trier. Nach einem Studium in Freiburg und Dole wurde Philipp im Jahre 1569 Domkapitular und im Jahr darauf Domkantor. Am 29. August 1581 nahm er die münstersche Dompräbende des verstorbenen Domherrn Bitter von Raesfeld in Besitz. Ein weiteres Studium absolvierte Philipp in Siena. Im Jahre 1594 wurde er wegen seines üblen Betragens gegenüber einem Prior exkommuniziert. Am 8. Februar 1596 optierte er als Diakon das dompropsteiliche Lehen Overbeck, auf das zuvor der Domherr Johann von Letmathe verzichtet hatte. Nach Vorlage eines Zeugnisses des Domkapitels Trier sowie zweier Ärzte über seinen Gesundheitszustand nahm er am 28. März 1598 die Obedienz Buldern in Besitz. Für die Wahl des Dompropstes im Februar 1611 ernannte er Bevollmächtigte, da ihm die Teilnahme aus Krankheitsgründen nicht möglich war. Am 18. November 1611 verbreitete sich das Gerücht über seinen Tod. Seine Präbende hatte der Kurfürst Ernst von Bayern an Everhard Schade verliehen.